# L’Escale
L’Escale – miejscowość i gmina we Francji, w regionie Prowansja-Alpy-Lazurowe Wybrzeże, w departamencie Alpy Górnej Prowansji.

## Demografia
Według danych na rok 1990 gminę zamieszkiwało 1100 osób, a gęstość zaludnienia wynosiła 54 osoby/km². W styczniu 2015 r. L’Escale zamieszkiwało 1378 osób, przy gęstości zaludnienia wynoszącej 67,6 osób/km².